# Izocijanid
Izocijanid (izonitril, karbilamin) je organsko jedinjenje sa funkcionalnom grupom -N≡C. On je izomer cijanida (-C≡N).
Organski fragment je vezan za izocijanidnu grupu preko atoma azota (a ne ugljenika).

## Nomenklatura
Dok se u IUPAC nomenklaturi u većini slučajeva sufiks „nitril“ ili „karbonitril“ koristi za organske cijanide (R-C≡N), 
imena izocijanidi imaju prefiks „isocijano“. Primeri IUPAC imena su izocijanometan, izocijanoetan, i izocijanopropan.
Upotreba prefiksa „izonitril“ može da bude kontradiktorna. Na primer, etil nitril i etil izonitril nisu izomeri, kao što prefiks „izo“ sugeriše. Nasuprot tome, etil cijanid i etil izocijanid su izomeri.
Ponekad korišteni termin „karbilamin“ je u konfliktu sa sistematskom nomenklaturom. Amin uvek ima tri jednostruke veze, dok izocijanid ima samo jednu jednostruku i jednu višestruku vezu.

## Fizičke osobine
Izocijanidi se opisuju sa dve rezonantne strukture, jedna sa trostrukom vezom između azota i ugljenika, i druga sa dvostrukom vezom između njih. Prva, sa pozitivno naelektrisanim azotom i negativno naelektrisanim ugljenikom je važnija, i najbliže opisuje rezonantni hibrid. Izocijanidi imaju isti broj elektrona kao , tako da je C=N-CR3 ( = vodonik ili organska grupa) linearna. Oni su podložni polimerizaciji.